# Gas pedestal
Il gas pedestal è un supporto mobile per la telecamera, molto usato negli studi televisivi, che permette all’operatore di effettuare alcuni movimenti di macchina. Questi tipi di movimenti comprendono le carrellate, l’abbassamento e l’elevazione della telecamera stessa: per effettuare questi due ultimi movimenti, entra in gioco la bombola di gas posta all’interno di questo “treppiede mobile”, da cui poi prende il nome questo strumento. Infatti, tramite il gas, l’operatore riesce ad alzare e ad abbassare l’intera telecamera (che può arrivare fino ad un peso di 45 kg) molto facilmente e senza alcuno sforzo; dunque con questo sistema, i movimenti di macchina risultano molto precisi, morbidi e belli da vedere. Tuttavia, questa strumentazione ha un costo molto notevole ed è per questo che è principalmente usata negli studi televisivi.